# Stenbittjärnarna (Ljustorps socken, Medelpad, 695747-157866)
Stenbittjärnarna är en sjö i Timrå kommun i Medelpad och ingår i Indalsälvens huvudavrinningsområde.